# Спијано (Терамо)
Спијано (итал. Spiano) је насеље у Италији у округу Терамо, региону Абруцо.
Према процени из 2011. у насељу је живело 86 становника. Насеље се налази на надморској висини од 429 м.